# Rajaz
Rajaz – album brytyjskiej grupy Camel wydany w 1999 roku. W nagrywaniu płyty uczestniczył klawiszowiec Ton Scherpenzeel, który po dłuższej przerwie ponownie dołączył do zespołu. Materiał nagrano w amerykańskim studiu, z wyjątkiem partii Scherpenzeela, który cierpi na fobię do podróży samolotem. Swoje sekcje przygotował w Holandii, a następnie przesłał je poprzez internet Latimerowi.
Album zawiera głównie ciepłe, spokojne utwory inspirowane pieśniami saharyjskich Beduinów.

## Lista utworów
1. „Three Wishes” (6.58) – Latimer
2. „Lost and Found” (5.38) – Hoover, Latimer
3. „The Final Encore” (8.07) – Latimer
4. „Rajaz” (8.15) – Hoover, Latimer
5. „Shout” (5.15) – Hoover, Latimer
6. „Straight to My Heart” (6.23) – Latimer
7. „Sahara” (6.44) – Latimer
8. „Lawrence” (10.46) – Hoover, Latimer

## Muzycy
Według materiału źródłowego:
- Andrew Latimer – gitara, śpiew, flet, instrumenty klawiszowe, perkusja
- Colin Bass – gitara basowa
- Ton Scherpenzeel – instrumenty klawiszowe
- Dave Stewart – perkusja
- Barry Phillips – wiolonczela